# Lothar Zier
Lothar Zier (* 1929 in Trossenfurt) ist ein deutscher Förster, Autor und Naturfotograf, sowie wesentlicher Initiator des Naturschutzgebiets Pfrunger-Burgweiler Ried.

## Leben
Zier kam nach seinen Lehrjahren als Förster nach Hohenkammer bei München, wo er eine Lehrerstelle an der Waldbauernschule übernahm. 1967 zog es ihn nach Königseggwald, wo er sein restliches Arbeitsleben bis 1992 im Gräflichen Forstamt verbrachte. In der Burg Königsegg richtete er eine Lehrstätte ein. In seiner Freizeit verbrachte er viel Zeit im Pfrunger Ried, dessen Ausweisung zum Naturschutzgebiet er maßgeblich vorantrieb.
1974 wurde Zier vom Regierungspräsidium Tübingen zum Sonderbeauftragten für das Pfrunger Ried ernannt. 1981 wurde er Naturschutzbeauftragter des Landkreises Ravensburg. Er war auch als Dozent am Volkshochschulheim Inzigkofen tätig.
1994 übernahm er für den Schwäbischen Heimatbund die Leitung des neu gegründeten Naturschutzzentrums Pfrunger-Burgweiler Ried.

## Auszeichnungen
Lothar Zier wurde am 19. März 2021 für seine Verdienste um den Naturschutz, insbesondere das Pfrunger Ried, mit dem Verdienstkreuz am Bande der Bundesrepublik Deutschland ausgezeichnet. Die Verleihung fand im Rathaus von Königseggwald statt. In seiner Laudatio bescheinigte der Königseggwalder Bürgermeister Roland Fuchs dem Geehrten, dieser habe „durch sein außergewöhnliches Engagement (…) zu einer in Südwestdeutschland beinahe einzigartigen Landschaft der lehrreichen Artenvielfalt (geführt)“.
2008 wurde Zier vom Bund Naturschutz Oberschwaben mit der Felix-von-Hornstein-Medaille geehrt. 1988 erhielt er die Heimatmedaille des Landes Baden-Württemberg. Vom Dachverband Deutscher Avifaunisten wurde Zier gemeinsam mit Roland Prinzinger und Rudolf Ortlieb mit dessen Forschungspreis für die Arbeit am „Stillgewässer-Kataster des Landkreises Ravensburg“ ausgezeichnet.
Die Zeitschrift Kosmos ehrte ihn 1974 mit der Kosmos-Medaille Forscher aus Leidenschaft.

## Werke
- Oberland-Saga: als das römische Rätien schwäbisch wurde. Biberacher Verlagsdruckerei, 2011. ISBN 978-3-933614-94-0
- Mooritaten aus Oberschwaben: erlebt, erdacht und in Versform gebracht. Biberacher Verlagsdruckerei, 2010. ISBN 978-3-933614-67-4
- Das Pfrunger Ried: Entstehung und Ökologie eines oberschwäbischen Feuchtgebietes. Schwäbischer Heimatbund 1998. ISBN 3-88251-255-5 (2. Aufl.)
- Königseggwald: die Geschichte des Amtes Wald und der Herrschaft Königsegg. Gemeinde Königseggwald, 1996.
- Das Pfrunger Ried. Karlsruher Institut für Ökologie und Naturschutz, 1985. ISBN 978-3-88251-098-0
- Streifzüge durch Naturparadiese in Europa: Fotopirsch auf Vögel u. Orchideen. DRW-Verlag Stuttgart, 1977. ISBN 978-3-87181-038-1
- Durch Tundra, Taiga, Karst und Steppe. DRW-Verlag Stuttgart, 1973. ISBN 978-3-87181-186-9
- Werkzeugkunde für die Waldarbeit. Bayer. Landwirtschaftsverlag München, 1962.